# Кінематограф Азербайджану
Азербайджанське кіно — стаття про кінематограф Азербайджану. Загалом, з часу зародження кіно в Азербайджані було знято біля 240 повнометражних і понад 50 короткометражних художніх фільмів, також понад 1200 документальних і біля ста мультиплікаційних тощо.

## Рання історія

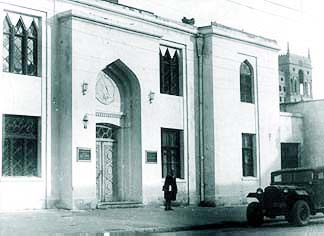
Будинок першої кіностудії в Баку, заснованої в 20-і роки XX століття

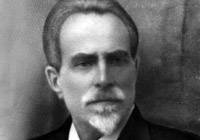
Александр Мішон — фотограф, який зняв перший фільм в Азербайджані

Історик азербайджанського кіно Айдин Кязімзаде відносить народження азербайджанського кінематографа до 1898 року, коли в театрі-цирку Василя Вятського був проведений показ робіт фотографа А. М. Мішона, знімає колекцію жвавих фотографій Середньої Азії та Кавказу для майбутньої Всесвітньої виставки в Парижі. Член Гільдії кінознавців і кінокритиків Росії Ульві Мехті вважає неправомірним подібне датування, оскільки ніякого розвитку роботи Мішона на мали, і відносить дату народження азербайджанського кінематографа до 16 травня 1916 року — в цей день на екрани вийшла авторська версія німого фільму-оперети «Аршин мал алан» Узейр бека Гаджибекова. Ту ж дату називає Велика радянська енциклопедія..

Перший відео-кадр з фільму «Нафтовий фонтан в Балаханах» (перший в історії Азербайджану). 1889 рік

У 1898 році фотографом Олександром Мішоном вперше було знято кілька документальних сюжетів на місцеві теми, такі як «Пожежа нафтового фонтану в Бібі-Ейбаті», «Нафтовий фонтан в Балаханах», «Народне гуляння в міському саду», «Кавказький танець» та одна ігрова гумористична кінозамальовка, яка називалася «Попався». Глядачам ці фільми були показані на спеціально організованому кіносеансові 2 серпня того ж року. Згідно з указом президента Азербайджанської Республіки цей день вважається днем народження національної кінематографії і щорічно відзначається як «День національного кіно». Мішон домігся також успіху, продемонструвавши ці фільми у Франції.

У 1915 році в Баку була створена контора кінопрокату. Вона була заснована акціонерними товариствами братів «Піроне». Крім них в Баку функціонували філії та інших іноземних кінофірм («Пате», «Фільма» і ін.) В тому ж 1915 році товариство «Пірон» приступило до знімання фільму «В царстві нафти та мільйонів», який став першим художнім азербайджанським фільмом. Фільм був знятий за однойменним романом М. Мусабекова. Зйомку фільму фінансували місцеві нафтопромисловці. Так, для зняття фільму з Петербурга був запрошений режисер Борис Свєтлов. У Баку і навколишніх селах знімали пейзажі, в Тифлісі — сцени, пов'язані з павільйонами. У фільмі, в ролі Лютфелі-бека, знявся відомий тоді актор театру Гусейн Араблінскій.
Перша азербайджанська кінокомедія «Аршин мал алан», що мала великий успіх, була знята в 1916 році, на основі однойменної оперети композитора Узеїра Гаджибекова. Після проголошення незалежності Азербайджанської Демократичної Республіки 28 травня 1918 року, в 1919 році був продемонстрований документальний фільм «Перша річниця правління мусават в Азербайджані».

## Радянський період
Керівна комуністична партія розглядала кіно як найважливіший елемент ідеологічного виховання трудящих. Таким чином всі сфери кінематографу перебували в державному віданні. В цей же період національне кіно формувало свій вигляд. З'являлися майстри, котрі виділяються самобутністю кіномови та оригінальністю творчого почерку.

### 20-ті роки

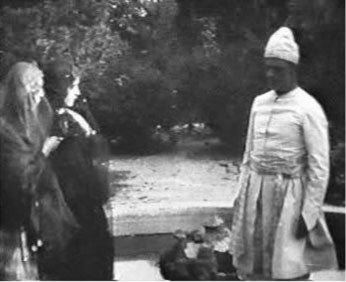
Кадр з першого азербайджано-радянського фільму «Легенда про дівочу Вежу», 1924 рік.

У 1922 році керівництво Азербайджанської РСР ухвалило рішення про створення першої в республіці кінофабрики, що стала попередницею сьогоднішньої кіностудії Азербайджанфільм. У наступному році спеціальним декретом Ради Народних Комісарів було засновано Азербайджанське фотокіноуправління (АФКУ), яка здійснювала заходи щодо націоналізації і об'єднання фотокінотеатрів і прокатних контор окремих підприємців. При АФКУ в той час існували такі кінотеатри як «Тейяре», «Едісон», «Мільйон», «Ладья», «Меденчі» («Промисловик») і ін. У 1924 році на екранах з'явився двосерійний художній фільм «Легенда Дівочої вежі», знятий режисером В. В. Валльюзеком. Творці фільму застосували при фільмуванні східну екзотику.
]

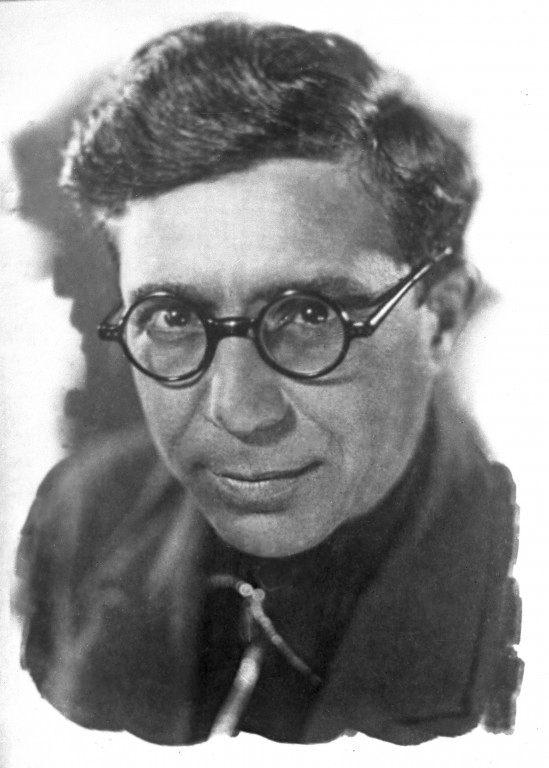
Джафар Джаббарли — відомий азербайджанський драматург, вважається засновником школи кіносценаристів Азербайджану

При АФКУ в 1925 році за ініціативою Ш.Махмудбекова була організована студія з підготовки в Азербайджані національних акторських і режисерських кадрів. У цій студії навчалися Джафар Джаббарли, М. Мікаілов, А. Таїров та ін. Для підвищення художньої якості фільмів і розвитку національних кадрів в Баку запрошувалися відомі кінорежисери, такі як В. І. Пудовкін, І. А. Шевченко, Н. М. Шенгелая, Михайло Чіаурелі, а також кінооператори Г. М. Лемдег, В. Р. Лемке, А. В. Гальперін, І. С. Фролов, Я. М. Фельдман, Л. Л. Косматов, В. М. Шнейдер і ін. До кінотворчості залучалися Джафар Джаббарли, Аббас Мірза Шаріфзаде і ін.
У 1926-1930 рр. АФКУ називалося в «Азгоскіно», В 1930—1933 рр. — «Азеркіно», в 1933 році було перейменовано в «Азфільм», в 1934 — в «Азгоскінопром», з 1935 по 1940 називалася «Азерфільм», з 1941 по 1959 — «Бакинська кіностудія». Нарешті з 1961 року і до цього дня заснування називається «кіностудією Азербайджанфільм імені Джафара Джаббарли»
У 1920-ті роки головною тематикою в азербайджанському кіно була боротьба проти релігійного фанатизму, революція і свобода жінок. У ці роки вийшли такі фільми як «Бісміллах» (1925 рік, режисер Аббас-Мірза Шаріфзаде і А. Валово), «Будинок над вулканом» (1929 рік, режисер Амбарцум Бек-Назаров), «Гаджи Гара» (1929 рік, режисер Аббас-Мірза Шаріфзаде). Образ азербайджанської жінки, яка бореться за свободу, був відтворений у фільмі «Севіль» (1929 рік, режисер Амбарцум Бек-Назаров).
У ці роки місцевими та іноземними кінокомпаніями знімалися кінохроніки і документальні фільми, що розповідають про міське життя і нафтопромисел. Перша кінохроніка «Прибуття IX Червоної Армії в Баку» була створена в 1920 році. У цьому ж році була створена кінохроніка «Перший гурултай (збори) східних народів». У наступні роки створювалися репортажі, пов'язані з відповідними подіями: поряд з документальними фільмами такими як «III річниця Радянського Азербайджану» (1923 рік), «Пожежа на нафтових промислах в Сурахани» (1923), «Похорон Нарімана Наріманова» (1925), Прибуття М.Фрунзе в Баку (1925) та ін. Знімалися фільми і на наукові теми. У 1925 році режисер Аббас Мірза Шаріфзаде закінчив зйомки фільму «Подорож в Азербайджан», що оповідає про культурне та промислове життя республіки. У 1920-ті роки видавався кіножурнал «Азербайджанський екран» (4-5 разів на рік), який знайомив глядачів з досягненнями у виробництві та культурному житті республіки.

### 30-ті роки. Поява звуку

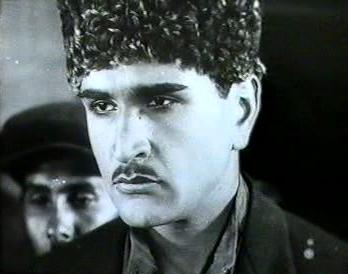
Кадр з фільму «Лятіф» за участю Алескера Алекперова. 1930 рік

На початку 30-х років теми для художніх фільмів бралися з сучасного життя. Знімалися фільми і на історико-революційні теми. До них належать такі фільми як «Лятіф», «Ісмет», які були зняті відповідно в 1930 і 1934 роках режисером М. Мікаїловим; «Алмаз» (1936) і «Новий обрій» (1940), зняті відповідно режисерами А.Гулієвим і Г. М. Брагінським. У 1938 році режисером В. В. Туріним була знята картина «Бакилилар» («Бакінци»). Серед німих фільмів 30-х років особливо виділяються повнометражні фільми «Шлях до Сходу», знятий режисером А. А. Маковскім в 1934 році та «Азербайджанське мистецтво».

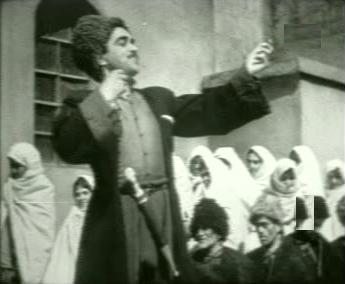
Кадр з фільму «Кяндліляр» (Селяни), режисера Самеда Марданова. 1940 рік

У 1940 році перший професійний азербайджанський кінорежисер Самед Марданов, який помер в ранньому віці, закінчив зйомки єдиної в своєму житті картини «Кяндліляр», яка перекладається як «Селяни». Це одна з найкращих азербайджанських картин. Деякі фільми Азербайджану, такі як «Повість про нафтовиків Каспію» і «Підкорювачі моря», зняті на нафтову тему і пов'язані з нафтовиками Каспію, були відомі і за межами країни, в тому числі і на Каннському кінофестивалі.

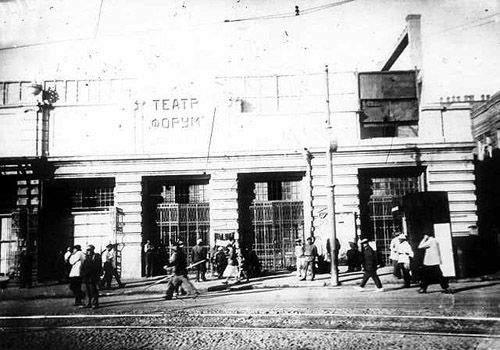
Кінотеатр «Форум» в Баку. 1936 рік

У 1935 році знаменитим режисером Борисом Барнетом на «Азерфільмі» був знятий перший звуковий фільм Азербайджану «У самого синього моря». У фільмі знімалися видатні радянські актори Микола Крючков і Лев Свердлін. В цілому з 1936 по 1941 рік було знято понад 10 звукових фільмів.
З появою звуку почало розвиватися і документальне кіно. У 1935 році Б. В. Пумянський і В.Єремєєв, бувши режисером і автором сценарію відповідно, зняли односерійний документальний хронікальний кіноальманах «Прославлений Азербайджан». Саме в цьому фільмі синхронно з виступами героїв нарису вперше був переданий дикторський текст. Починаючи з 1939 року під новою назвою «Орденоносний Азербайджан» почав видаватися кіножурнал «Азербайджанський екран». Виходило 36 номерів на рік.

### Воєнні роки

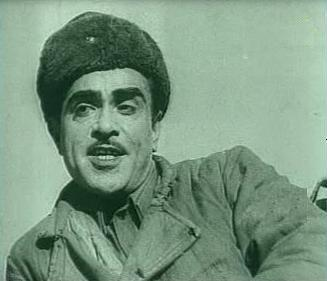
Кадр з фільму «Бахтіяр» (1942 рік) з Мовсумом Санані в гловній ролі

У роки Другої світової війни знімалися в основному фільми на військову тематику. Так, режисером А. Гулієвим були зняті фільми кіноновели «Син Вітчизни» (1941 рік) і «Бахтіяр» (1942 рік). Фільми були присвячені воїнам-героям Кяммалу Гасимову і Бахтіяру Керімову відповідно. А в 1943 році режисером А.Івановим була знята присвячена проявленому в роки війни героїзму моряків кінокартина «Підводний човен Т-9».
Крім цього, в 1942 році зусиллями режисерів А. І. Бек-Назарова і Рзи Тахмасіба вийшла в світ картина «Сабухі», яка була присвячена життю і творчості Мірзи Фаталі Ахундова. У 1943 році була знята стрічка, яка складається з трьох кіноновел (режисери Григорій Александров, Рза Тахмасіб і Мікаїл Мікаїлов), пов'язаних єдиною сюжетною лінією, «Одна сім'я».
У ці роки з Азербайджану на лінію фронту вирушила група режисерів-кінодокументалістів, такі як А.Гасанов і операторів (М.Мустафаєв, М.Дадашов, С.Бадалов, В. Е. Єремєєв, Ч.Мамедов і ін.). Там ними знімалися документальні фільми і відправлялися для демонстрації бійцям як спеціальні випуски. Серед кіножурналів і кінонарисів, що зображають героїчну працю азербайджанського народу в роки війни відомі «За Батьківщину» (1943, режисер А.Гасанов), «Турбота» (1943, режисер Гулієв), «Письмо у відповідь» (1944, режисер І.Єфендієв), «Братська допомога» (1944, режисер А.Дадашов) і ін.
У 1944 році режисерами Г. В. Александровим і Н. І. Большаковим було знято повнометражний документальний фільм «Каспійці» («Бакинська кіностудія» спільно з Московською студією документальних фільмів). Фільм розказував про героїзм каспійських моряків. А на честь 25-річчя встановлення Радянської влади в Азербайджані було створено повнометражний документальний фільм «Країна вічних вогнів» (режисер Г.Сеідзаде, 1945 рік).

### Післявоєнні роки

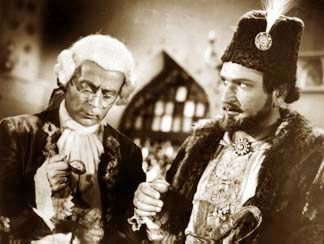
Кадр з фільму «Фаталі хан». Справа, Фаталі хан (Алескер Алекперов) розмовляє з послом із Росії.

У 1945 році музична комедія Узеїра Гаджибекова «Аршин Мал-Алан» була екранізована ще раз. Режисерами Рза Тахмасібом і Н.Лещенком була створена яскрава реалістична кінокомедія, в якій був збережений національний колорит і народний гумор. Фільм досяг великого успіху, як на території колишнього СРСР, так і в багатьох країнах світу. Державна премія СРСР за цей фільм в 1946 році була присвоєна режисерам Рзе Тахмасібу і Н.Лещенку, композитору Узейрі Гаджибекові, а також акторам Рашиду Бейбутову, Лейлі Бедірбейлі, А.Гусейнзаде, М.Калантарлі і Л.Абдуллаєву. Починаючи з цього фільму в азербайджанському кіно посилилося прагнення до комедійного жанру. Так, в 1955 році режисером Т.Тагізаде був знятий комедійний фільм «Зустріч», а Л.Сафаровим — «Улюблена пісня» («Бахтіяр»), головну роль в якому зіграв також Рашид Бейбутов.
У 1947 році режисером В. І. Дзіганом був знятий фільм «Фаталі хан», присвячений життю Губинського хана Фаталі. На екрани фільм вийшов лише в 1959 році.
В цей час одночасно з журналом «Радянський Азербайджан» почав виходити кіножурнал «Молоде покоління» (4 номери в рік). З 1945 по 1950 роки над документальними фільмами працювали такі сценаристи як І.Касумов, А.Гулубеков, режисери З.Кязімова, Л.Сафаров, оператори А.Наріманбеков, Т.Ахундов, Х.Бабаєв, композитори К.Караєв, Т.Гулієв та ін.
У 1947 році був знятий повнометражний фільм «По ту сторону Араксу» (режисери І.Ефєндієв, Е. І. Шуб). Фільм розповідав про боротьбу за свободу азербайджанського народу Ірану в 1945-1946 роках.

### 50-ті роки
На початку 50-х років в «Бакинській кіностудії» знімалися в основному художньо-документальні та публіцистичні фільми. Вже до середини 50-х років були підготовлені національні кадри сценаристів, режисерів, операторів і художників. Більшість з них навчалися у Всесоюзному Державному Інституті кінематографії. До їх числа належать І.Касумов, Е.Мамедханли, І.Тагізаде, Л.Сафаров, Г.Сеідбейлі, А.Ібрагімов, Н.Ісмаілов, Г.Сеідзаде, Ш.Махмудбеков, А.Атакішієв, Х.Бабаєв, А. Наріманбеков, Т.Ахундов, Р.Оджагов, К.Наджафзаде, Дж. Азімов, Е.Рзагулієв, Н.Зейналов та ін.
Тематика фільмів в ці роки значно розширилася. Знімалися фільми, присвячені праці і життю робітників і колгоспників, представників різних професій. У цей список можна додати такі фільми як «Не та, так ця» (1956, режисер Г.Сеідзаде), «Під спекотним сонцем» (1957, режисер Л.Сафаров), «Чорні камені» (1958, режисер Гулієв), «Повзучі тіні» (1958, режисери І.Ефєндієв і Ш.Шейхов), «Її велике серце» (1959, режисер А.Ібрагімов), «Справжній друг» (1959, режисер Т.Тагізаде), «Мачуха» (1958, режисер Г.Ісмаїлов).
У 1957 році «Бакинської кіностудії» була створена картина «Два хлопці з одного кварталу» (режисери А.Ібрагімов і І. В. Гурин, оператори М. М. Пилихіна і Р.Оджагов, композитор Г.Гараєв), яка розказує про боротьбу народу за свободу і демократію в одній з країн Сходу.
У 1958 році на екрани виходить фільм «На далеких берегах», присвячений партизану Мехті Гусейнзаде, і знятий за мотивами однойменної повісті Гасана Сеідбейлі та Імрана Касумова «На далеких берегах».
Важливе значення надавалось початку і розвитку дитячих фільмів. Велику роль в цьому зіграв режисер А. Атакішієв. У 1959 році ним був знятий фільм «Таємниця однієї фортеці».
Кольоровий повнометражний документальний фільм «Радянський Азербайджан» (режисери М.Дадашов, Ф.Кісєльов), знятий в 1950 році і присвячений 30-річчю встановлення Радянської влади в Азербайджані, був відзначений спеціальною нагородою Каннського міжнародного кінофестивалю в 1951 році. А фільм режисера С.Мамедова «На затоці імені С. М. Кірова» отримав премію Венеціанського Міжнародного кінофестивалю в 1955 році.
У «Бакинській кіностудії» всесвітньо відомим режисером Р. Л. Карменом були зняті фільми «Повість про нафтовиків Каспію» (1953) і «Підкорювачі моря» (1959), в яких було зображено героїчну працю і життя морських нафтовиків. За ці фільми в 1960 році режисер Р. Л. Кармен, оператори Ч.Мамедов і С. Я. Мединський були нагороджені Ленінською премією.

### 60-ті роки
Починаючи з 60-х років в Азербайджані почали знімати все більше кольорових фільмів. Знятий в 1960 році режисером Г.Сеідзаде художній фільм «Короглу», присвячений однойменному народному міфічному герою, став першим широкоекранним азербайджанським кольоровим фільмом. Мотиви ж дастану «Лейлі і Меджнун» лягли в основу сюжету фільму «Історія кохання» (1961, режисер Л.Сафаров).
Широке поширення набуло створення фільмів комедійного жанру. Були створені такі кінокомедії як «Ромео мій сусід» (1963, режисер Ш.Махмудбеков), «Де Ахмед?» (1964, режисер А.Іскендеров), «Улдуз» (1964, режисер Гулей), «Аршин мал алан» (1966, режисер Т.Тагізаде).
У кінематограф приходила все більша група молоді: сценаристи брати Рустам і Максуд Ібрагімбекові, Анар, А.Ахундова, І.Гусейнов, В.Самедоглу, Р.Фаталієв, режисери А.Бабаєв, Е.Гулієв, Г.Міргасимов, І.Ефєндієв, Т.Ісмаілов, Г.Азімзаде, Г.Бабаєв, оператори З.Магеррамов, Р.Ісмайлов, Р.Гамбаров, В.Керімов, художники Ф.Багіров, Р.Ісмайлов, актори Г.Мамедов, Ш.Алекперов, Г.Турабов, Р.Балаєв, Ш.Мамедова та ін.).
Їх співпраця зі старшим поколінням призвело до підвищення професійного рівня азербайджанського кіно. З'являлися нові фільми, що відрізняються національним колоритом і ідейною глибиною. У центрі фільму «В цьому південному місті» (1969, режисер Е.Гулієв) зображається тема боротьби нового і старого, розглядаються питання порятунку людства від віджилих себе звичаїв. У фільмах, знятих за цей період, основне місце займають морально-етичні проблеми, різні погляди на сучасне життя, формування молодого покоління. Аналіз характерів людей займає одне з головних місць в фільмах цього періоду. До їх числа можна віднести, наприклад, фільм «Остання ніч дитинства» (1969, режисер А.Бабаєв).
У деяких фільмах знайшла відбиток тема Другої світової війни. У знятому в 1969 році режисером Ш.Махмудбековим фільмі «Хліб порівну» описується життя бакинців в останні роки війни. За цей фільм Махмудбеков був відзначений Державної премії Азербайджанської РСР. Серед фільмів для дітей можна назвати «Чарівний халат» (1964, режисер А. Атакішієв).
У другій половині 60-х років відбулися певні зміни в стилі документального кіно. Був відсутній дикторський текст, спостерігався поетичний настрій і чіткий монтаж. Ці зміни відчуваються в фільмах Г.Міргасимова «Море» (1965), «Гобустан» (1966), «Голос правди», «Композитор Гара Гараєв» (1967) Сам Г.Міргасимов за ці фільми був нагороджений премією Ленінського Комсомолу Азербайджану в 1967 році, яка була вручена також режисерові фільму «Як добре, що був на світі Самед Вургун» (1967) Я.Ефендієву, автору сценарію І.Шихли, оператору З.Мамедову.

### 70-ті роки
У ці роки було знято кілька фільмів на історико-революційні теми. Та особливої уваги заслуговують фільми «Зірки не гаснуть» (1971, режисер А. Ібрагімов) знятий спільно з кіностудією «Мосфільм», що розповідає про діяльність Н.Наріманова. У 1970 році за мотивами «Комсомольської поеми» Самеда Вургуна був знятий присвячений комсомольцям 20-х років фільм «Семеро синів моїх» (режисер Т.Тагізаде, який був ушанований премії Ленінського Комсомолу Азербайджану. У 1973 році спільно з чехословацькою кіностудією режисером Е.Гулієвим був знятий фільм «Попутний вітер». Це був першим азербайджанським фільм, знятим спільно з закордонною студією. Про класову боротьбу в азербайджанських селах в перші роки Радянської влади розповідається в фільмах «Останній перевал» (1971, режисер К.Рустамбеков), «Месник із Гянджабасара» («Гатир Мамед», 1974, режисер Р.Оджагов).

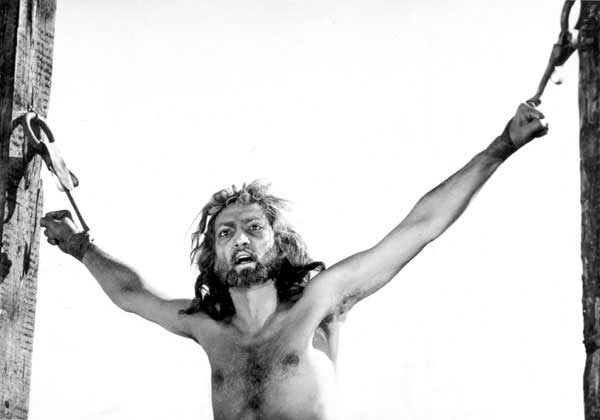
Кадр з фільму «Насімі» (1973), де з поета, якого зіграв Расім Балаєв, здирають шкіру. Сцена кари в Халебі була знята в тому ж місті.

Був знятий ряд історичних фільмів. Життя поета Насими, який виступав проти соціальних і моральних проблем, несправедливостей феодального світу, «Насими» (1973, режисер Г.Сеідбейлі). У 1975 році на VII Всесоюзному кінофестивалі фільм був нагороджений премією, як найкращий історичний фільм. Особливою поетичністю відрізняється фільм режисера Т.Тагізаде «Деде Горгуд» (1975), знятий за мотивами народного епосу «Книга мого діда Коркута». У 1979 році режисером Е.Гулієвим був знятий фільм «Бабек». Фільм був присвячений боротьбі народу проти Халіфату в IX столітті під проводом Бабека.
Тема Другої світової війни розкрита в фільмах «Наш учитель Джабіш» (1970, режисер Г.Сеідбейлі), «В Баку дмуть вітри» (1974, режисер М.Дадашов), «Звук сопілки» (1975, режисер Р.Оджагов).
У фільмах «Скажи, що любиш мене» (1977, режисер М.Ібрагімбеков), «Пробачте нас» (1979, режисер А.Бабаев) виражений протест проти егоїзму і жорсткості. Морально-етичні проблеми були порушені у фільмі сценариста Р.Ібрагімбекова і режисера Р.Оджагова «Допит» (1979; головний приз XIV Всесоюзного кінофестивалю, Душанбе, 1980; Державна премія СРСР, 1981), До фільмів знятих для дітей можна віднести «Лев пішов з дому», знятий в 1978 режисером Р. Ісмайловим, а також «Я складаю пісню» (1979, режисер Т.Ісмаілов), Ряд науково-популярних фільмів, таких як «Пам'ять візерунків» (1973, режисер І.Ефендієв), «Золота риба» (1975, режисер Ч.Фараджев) був створений в цей період. Додаткові можливості методів фільмування, монтажу і озвучування почали застосовувати для створення азербайджанських фільмів на актуальні теми. Сюди можна віднести фільм Т.Бекірзаде «Дисонанс» (1977), картину З.Магеррамова «Разом з весною» (1978) та ін.
З 1970 року в кіностудії «Азербайджанфільм» почався випуск сатиричного кіножурналу «Мозалан» (азерб."Mozalan"), в якому критикуються антиподи суспільства, недоліки та упущення, що зустрічаються в повсякденному житті або господарській діяльності.

### 80-ті роки
Фільми на різні теми знімалися і в цей період. Теми про складні психологічні ситуації по-новому розкрито в таких фільмах як «Сріблястий фургон» (1982), «Чорт перед очима» (1987 року), знятий режисером Г.Міргасимов, був нагороджений преміями XXI Всесоюзного кінофестивалю 1988 року, «Структура моменту», «Ділова поїздка»(1982), "Дідусь дідуся мого дідуся"та інші. У знятому Вагіфом Мустафаєвим в 1988 році сатиричному фільмі «Мерзотник» показаний процес деформації людського характеру.
Серед історичних фільмів, знятих на революційні теми відомі фільм «По конях» 1983 року режисера Г.Турабова, «Чекайте сигнал з моря» Джейхун Мірзоєва (1986). На згадку про Героя Радянського Союзу Азі Асланова в 1985 році режисер Р.Ісмайлов зняв фільм «Я любив вас більше свого життя».
Знімалися також і фільми для дітей. Популярними були фільми «Асіф, Васіф, Агасіф» (1983, режисер Р. Ісмайлов), «Учитель музики» (1983, режисер Т.Ісмаілов), «Таємниця корабельних годин» (1982, режисер Р. Шабанов), «Скринька Ісмаілбека» (1983, режисер Г.Азімзаде), «Гаріб в країні джинів» (1987, режисер А.Атакішієва) та інші.
У 1989 році Ч.Зейналов зняв перший азербайджанський фантастичний фільм «Контакт».
В останні роки радянської влади на замовлення Держкіно і Центрального телебачення СРСР «Азербайджанфільм» знімав близько 7-8 художніх фільмів на рік.
У ці роки продовжували знімати науково-популярні фільми, такі як «Де ти, мій берег зелений», «Таємниця Ескулапської піали», «Відродження», «Борг перед землею» та інші.

## Сучасний період
На 42-му Міжнародному Хьюстонському кінофестивалі, в номінації «Найкращий іноземний фільм», фільм «40-і двері» був нагороджений золотою нагородою «Gold Remi Award Foreign».
Була прийнята державна програма розвитку азербайджанського кіно на 2008—2018 роки. У 2012 році з метою розвитку кіно була заснована Гільдія продюсерів Азербайджанської Республіки, яка об'єднала в собі 18 кінокомпаній. Гільдія продюсерів провела конкурс сценаріїв «Широкий погляд» («Geniş baxiş»).